# أهداف التنمية المستدامة - الهدف السادس
الهدف السادس من أهداف التنمية المستدامة (إس دي جي 6)، أحد أهداف التنمية المستدامة السبعة عشر التي حددتها الجمعية العامة للأمم المتحدة في عام 2015. يدعو إلى توفير المياه النظيفة والمرافق الصحية لجميع الناس. الصياغة الرسمية هي: «ضمان توافر المياه والمرافق الصحية وإدارتها المستدامة للجميع». للهدف ثماني غايات يجب تحقيقها بحلول عام 2030 على الأقل، ويُقاس التقدم نحو تحقيق الأهداف باستخدام أحد عشر «مؤشرًا».
يرتبط الهدف 6 من أهداف التنمية المستدامة ارتباطًا وثيقًا بأهداف التنمية المستدامة الأخرى (إس دي جيز)، إذ يساعد تحسين الصرف الصحي مثلًا على جعل المدن أكثر استدامةً (الهدف 11). يمكن أن تقود التحسينات في المرافق الصحية إلى وظائف أخرى (الهدف 8) ما قد يؤدي أيضًا إلى النمو الاقتصادي (الهدف 8). يحسّن تقدم الهدف السادس من أهداف التنمية المستدامة من الصحة (الهدف 3) والعدالة الاجتماعية (الهدف 16).

## خلفية
قررت الأمم المتحدة أن الوصول إلى المياه النظيفة ومرافق الصرف الصحي هو حقٌ أساسيٌ من حقوق الإنسان. يفتقر أكثر من ملياري شخص في العالم إلى الوصول للمياه الخالية من المخاطر الصحية. وفرت ثمانون دولةً إمكانية الوصول إلى المياه النظيفة لأكثر من 99% من سكانها بحلول عام 2017. انخفض عدد سكان العالم الذين يفتقرون إلى إمكانية الحصول على المياه النظيفة من 20% إلى حوالي 10%، وذلك من عام 2000 وحتى عام 2017.

## المؤشرات
المؤشر الرئيسي لهدف الصرف الصحي هو «نسبة السكان الذين يستخدمون خدمات الصرف الصحي المدارة بأمان، بما في ذلك مرافق غسل الأيدي بالماء والصابون». تشير الإحصائيات الحالية في تقديرات خط الأساس لعام 2017 من قبل برنامج الرصد المشترك لإمدادات المياه والصرف الصحي (جاي إم بي) إلى أن 4.5 مليار شخص لا يديرون حاليًا الصرف الصحي بأمان. جي إم بي هو برنامج مشترك بين اليونيسف ومنظمة الصحة العالمية ويجمع البيانات لرصد التقدم المحرز في الهدف 6 من أهداف التنمية المستدامة.
تُعرّف خدمة الصرف الصحي المدارة بشكل آمن: «استخدام مرافق محسنة لا تُشارك مع أسر معيشية أخرى حيث يجري التخلص من الفضلات بأمان في الموقع أو تُنقل وتُعالج خارج الموقع». مرافق الصرف الصحي المحسنة هي تلك المصممة لفصل الفضلات عن الاتصال البشري بشكل صحي.

## العلاقة مع أهداف التنمية المستدامة الأخرى
جميع أهداف التنمية المستدامة مترابطة، إذ ذكر خبراء المياه والصرف الصحي والنظافة الصحية أنه دون إحراز تقدم في الهدف 6، لا يمكن تحقيق الأهداف والغايات الأخرى. يتطلب تحقيق أهداف التنمية المستدامة الأخرى ضمان المياه النظيفة والصرف الصحي للجميع على النحو المنصوص عليه في الهدف 6 من أهداف التنمية المستدامة.
تحظى أنظمة الصرف الصحي ذات التركيز على استعادة الموارد وإعادة الاستخدام باهتمام متزايد، ويمكن أن تساهم في تحقيق أربعة عشر هدفًا من أهداف التنمية المستدامة على الأقل، خاصة في السياق الحضري.
يساهم استرداد الموارد المتضمنة في الفضلات ومياه الصرف الصحي (مثل المغذيات والمياه والطاقة) في تحقيق الهدف 12 (الاستهلاك والإنتاج المستدامان) والهدف 2 (القضاء على الجوع).
يساهم ضمان الصرف الصحي المناسب وإدارة مياه الصرف الصحي مع منظومة القيم بأكملها في المدن في الهدف 11 (المدن والمجتمعات المستدامة)، والهدف 1 (القضاء على الفقر) والهدف 8 (العمل اللائق والنمو الاقتصادي).

## وصلات خارجية
- Sustainable Development Knowledge Platform